# David Price Racing
David Price Racing (или просто DPR) — британская автогоночная команда, основанная Дэвидом Прайсом. Команда принимала участие в разных серия с основания в 1976. В апреле 2009 команда была продана Андре Херку, отцу действующего пилота Михаэля Херка.

## История
Команда изначально была небольшой и принимала участие в британских сериях(Аврора Ф1 и Британская Формула-3) с открытыми колёсами в конце 1970-х. Немало пилотов в будущем приходили в Формулу-1 (например: Найджел Мэнселл, Мартин Брандл, Джонни Дамфриз и Тифф Нидл. Вместе с Дамфризом David Price Racing одержал победу в чемпионате Британской Формулы-3 1984 года. Команда также принимала участие во Французской Формуле-3 с Полем Бельмондо.

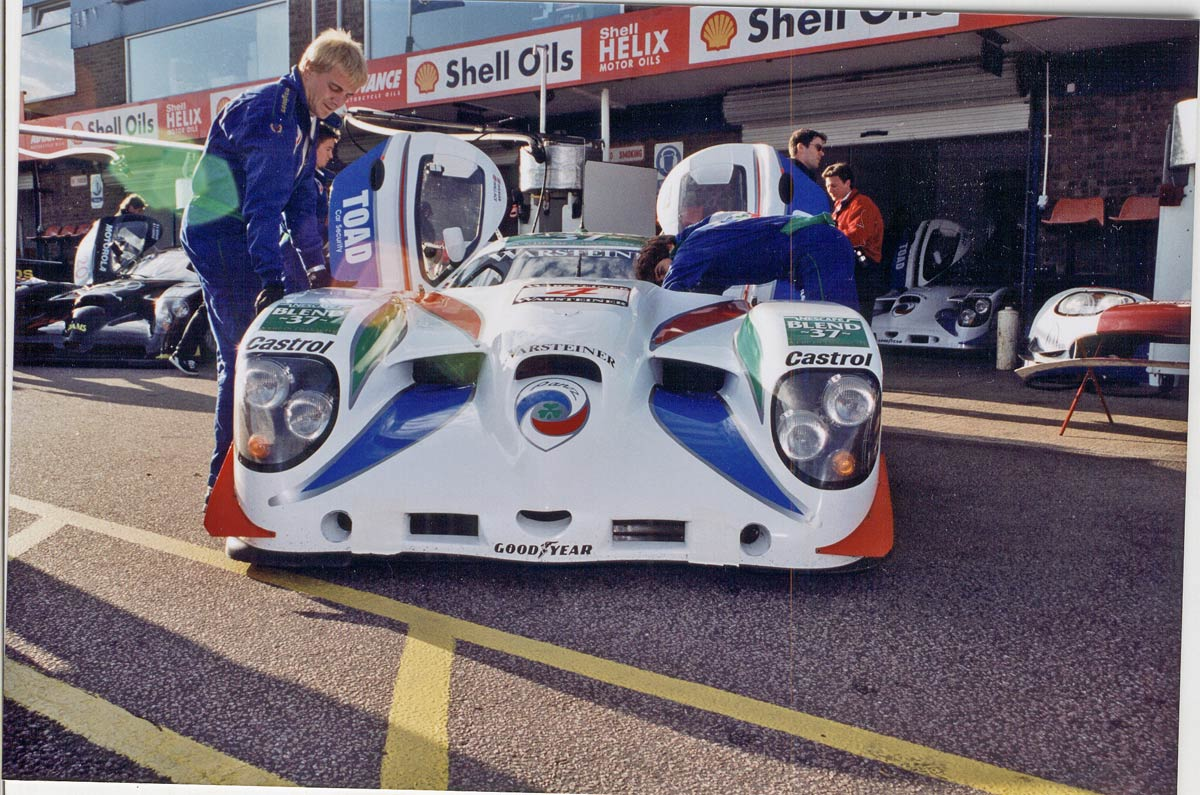
David Price Racing в 1997 вместе с Panoz GTR-1 в чемпионате FIA GT.

В 1987 Дэвид Прайс перешёл в гонки спорткаров, и стала менеджером команды Richard Lloyd Racing. Это позволило ему перейти в Sauber-Mercedes в 1988 для помощи в участии World Sportscar Championship и победу в 24 часах Ле-Мана в 1989. Дэвида Прайса наняли Nissan Motorsports Europe для помощи с программой спорткаров, перед тем как он стал директором Brabham в Формуле-1 в 1993.
David Price Racing вернулась в соревнования в 1995, с участием в серии BPR Global GT. Команда как и большинство использовали McLaren F1 GTR для участия в серии, они смогли одержать победу в дебютном сезоне, пилотами были Джон Нильсен и Томас Бшер. Следующий сезон они завершили третьими. David Price Racing стал заводской командой Panoz, и они использовали машины Esperante GTR-1 для участия в новом чемпионате FIA GT, также поддерживая команду в США.

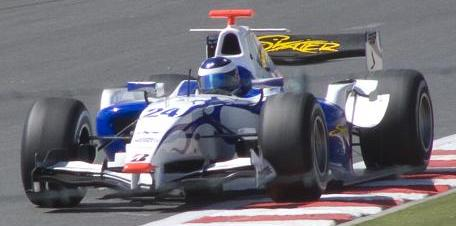
Михаэль Херк за рулём DPR на этапе в Маньи-Куре в сезоне 2008 GP2.

В рамках краткого сотрудничества с Panoz, David Price Racing использовала BMW V12 LM в 24 часах Ле-Мана, финишировав пятым. Команда продолжила поддерживать Panoz в американской серии American Le Mans Series и Le Mans Series.
В 2004, David Price Racing вернулась в одноместные гонки. Они приняли участие в Еврокубке Формулы-Рено V6, перед переходом в новую серию GP2 в 2005, где выиграл две гонки Оливье Пла. Команда временно добавила в название команды Direxiv в 2006, но в 2007 вернула название David Price Racing. Команда также приняла участие в А1 Гран-при за команду США during the 2005-06 season.

## GP2

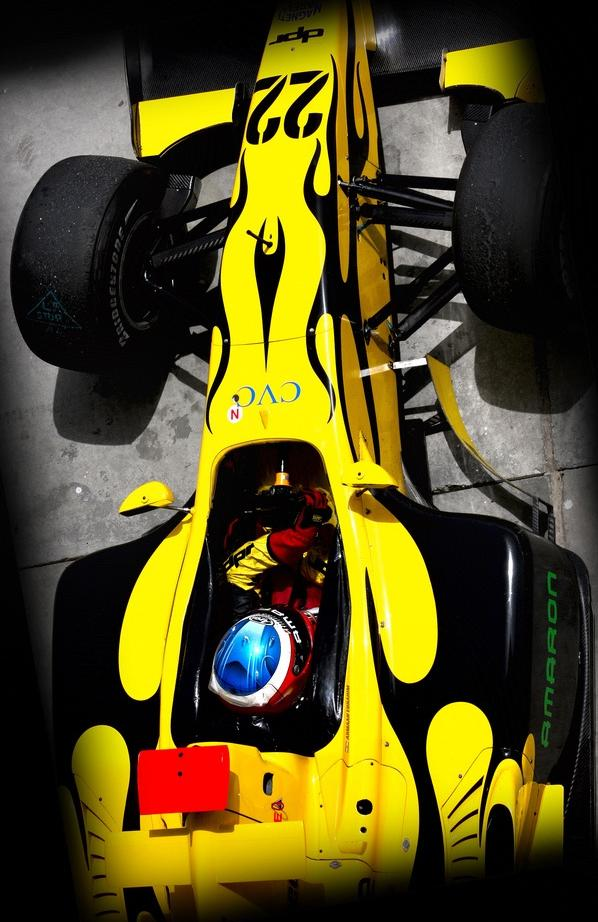
Армаан Ибрагим за рулём DPR в сезоне 2008 GP2 Asia.

David Price Racing продолжила выступать в серии GP2 с 2007, вместе с пилотами Кристианом Баккерудом и Энди Соучек. Перед сезоном Дэвид Прайс говорил об объединении с Carlin Motorsport для выступления в GP2, но сделка сорвалась, и у DPR остался прежний владелец. Перед сезоном 2009 года команда всё же была продана Андре Херку
| Результаты выступлений в GP2 | Результаты выступлений в GP2 | Результаты выступлений в GP2 | Результаты выступлений в GP2 | Результаты выступлений в GP2 | Результаты выступлений в GP2 | Результаты выступлений в GP2 | Результаты выступлений в GP2 | Результаты выступлений в GP2 |
| Год                          | Болид                        | Пилоты                       | Победы                       | Поулы                        | БК                           | Очки                         | ЛЗ                           | КЗ                           |
| ---------------------------- | ---------------------------- | ---------------------------- | ---------------------------- | ---------------------------- | ---------------------------- | ---------------------------- | ---------------------------- | ---------------------------- |
| 2005                         | Dallara-Mecachrome           | Оливье Пла                   | 2                            | 0                            | 1                            | 20                           | 13                           | 10                           |
| 2005                         | Dallara-Mecachrome           | Райан Шарп                   | 0                            | 0                            | 1                            | 2                            | 23                           | 10                           |
| 2005                         | Dallara-Mecachrome           | Джорджо Мондини              | 0                            | 0                            | 0                            | 0                            | 26                           | 10                           |
| 2006                         | Dallara-Mecachrome           | Оливье Пла                   | 0                            | 0                            | 0                            | 0                            | 27                           | 10                           |
| 2006                         | Dallara-Mecachrome           | Майк Конвей                  | 0                            | 0                            | 0                            | 0                            | 29                           | 10                           |
| 2006                         | Dallara-Mecachrome           | Виталий Петров               | 0                            | 0                            | 0                            | 0                            | 28                           | 10                           |
| 2006                         | Dallara-Mecachrome           | Кливио Пиччионе              | 0                            | 0                            | 0                            | 18                           | 12                           | 10                           |
| 2007                         | Dallara-Mecachrome           | Энди Соучек                  | 0                            | 0                            | 0                            | 15                           | 16                           | 12                           |
| 2007                         | Dallara-Mecachrome           | Кристиан Баккеруд            | 0                            | 0                            | 0                            | 0                            | 34                           | 12                           |
| 2007                         | Dallara-Mecachrome           | Оливье Пла                   | 0                            | 0                            | 0                            | 0                            | 35                           | 12                           |
| 2008                         | Dallara-Mecachrome           | Михаэль Херк                 | 0                            | 0                            | 0                            | 0                            | 20                           | 13                           |
| 2008                         | Dallara-Mecachrome           | Джакомо Риччи                | 4                            | 0                            | 0                            | 0                            | 31                           | 13                           |
| 2008                         | Dallara-Mecachrome           | Энди Соучек†                 | 2                            | 0                            | 0                            | 1                            | 14                           | 13                           |
| 2008                         | Dallara-Mecachrome           | Диего Нуньес                 | 0                            | 0                            | 0                            | 3                            | 22                           | 13                           |

- † Гонщики которые выступали более чем в одной команде за сезон. В финальный зачёт включены результаты за все команды.

- ЛЗ = позиция в личном зачёте, КЗ = позиция в командном зачёте, БК = количество быстрых кругов.

## Результаты выступлений
| Результаты выступлений в А1 Гран-при | Результаты выступлений в А1 Гран-при | Результаты выступлений в А1 Гран-при | Результаты выступлений в А1 Гран-при | Результаты выступлений в А1 Гран-при | Результаты выступлений в А1 Гран-при | Результаты выступлений в А1 Гран-при | Результаты выступлений в А1 Гран-при |
| Год                                  | Болид                                | Команда                              | Победы                               | Поулы                                | БК                                   | Очки                                 | КЗ                                   |
| ------------------------------------ | ------------------------------------ | ------------------------------------ | ------------------------------------ | ------------------------------------ | ------------------------------------ | ------------------------------------ | ------------------------------------ |
| 2005-06                              | Lola-Zytek                           | США                                  | 0                                    | 0                                    | 0                                    | 23                                   | 16                                   |

| Результаты выступлений в Еврокубке Формулы-Рено V6 | Результаты выступлений в Еврокубке Формулы-Рено V6 | Результаты выступлений в Еврокубке Формулы-Рено V6 | Результаты выступлений в Еврокубке Формулы-Рено V6 | Результаты выступлений в Еврокубке Формулы-Рено V6 | Результаты выступлений в Еврокубке Формулы-Рено V6 | Результаты выступлений в Еврокубке Формулы-Рено V6 | Результаты выступлений в Еврокубке Формулы-Рено V6 | Результаты выступлений в Еврокубке Формулы-Рено V6 |
| Год                                                | Болид                                              | Пилоты                                             | Победы                                             | Поулы                                              | БК                                                 | Очки                                               | ЛЗ                                                 | КЗ                                                 |
| -------------------------------------------------- | -------------------------------------------------- | -------------------------------------------------- | -------------------------------------------------- | -------------------------------------------------- | -------------------------------------------------- | -------------------------------------------------- | -------------------------------------------------- | -------------------------------------------------- |
| 2004                                               | Tatuus-Renault V4Y RS                              | Роберт Белл                                        | 0                                                  | 2                                                  |                                                    | 156                                                | 5                                                  | 8                                                  |
| 2004                                               | Tatuus-Renault V4Y RS                              | Хаянари Симода                                     | 0                                                  | 0                                                  |                                                    | 73                                                 | 13                                                 | 8                                                  |

| Результаты выступлений в 24 часах Ле-Мана | Результаты выступлений в 24 часах Ле-Мана | Результаты выступлений в 24 часах Ле-Мана | Результаты выступлений в 24 часах Ле-Мана | Результаты выступлений в 24 часах Ле-Мана | Результаты выступлений в 24 часах Ле-Мана | Результаты выступлений в 24 часах Ле-Мана | Результаты выступлений в 24 часах Ле-Мана | Результаты выступлений в 24 часах Ле-Мана | Результаты выступлений в 24 часах Ле-Мана | Результаты выступлений в 24 часах Ле-Мана |
| Год                                       | Класс                                     | №                                         | Шины                                      | Машины                                    | Пилоты                                    | Поулы                                     | БК                                        | Круги                                     | Поз.                                      | Класс Поз.                                |
| ----------------------------------------- | ----------------------------------------- | ----------------------------------------- | ----------------------------------------- | ----------------------------------------- | ----------------------------------------- | ----------------------------------------- | ----------------------------------------- | ----------------------------------------- | ----------------------------------------- | ----------------------------------------- |
| 1999                                      | LMP                                       | 18                                        | Y                                         | BMW V12 LM BMW S70 6.0L V12               | Томас Бшер Билл Ауберлен Steve Soper      | нет                                       | нет                                       | 345                                       | 5                                         | 4                                         |

| Результаты выступлений в FIA GT | Результаты выступлений в FIA GT | Результаты выступлений в FIA GT            | Результаты выступлений в FIA GT | Результаты выступлений в FIA GT | Результаты выступлений в FIA GT | Результаты выступлений в FIA GT | Результаты выступлений в FIA GT | Результаты выступлений в FIA GT |
| Год                             | Класс                           | Машины                                     | Пилоты                          | Победы                          | Поулы                           | БК                              | Очки                            | КЗ                              |
| ------------------------------- | ------------------------------- | ------------------------------------------ | ------------------------------- | ------------------------------- | ------------------------------- | ------------------------------- | ------------------------------- | ------------------------------- |
| 1997                            | GT1                             | Panoz Esperante GTR-1 Ford (Roush) 6.0L V8 | Дэвид Брэбэм Перри Маккарти     | 0                               | 0                               | 0                               | 4                               | 6                               |

| Результаты выступлений в BPR Global GT | Результаты выступлений в BPR Global GT | Результаты выступлений в BPR Global GT | Результаты выступлений в BPR Global GT | Результаты выступлений в BPR Global GT | Результаты выступлений в BPR Global GT | Результаты выступлений в BPR Global GT | Результаты выступлений в BPR Global GT | Результаты выступлений в BPR Global GT |
| Год                                    | Класс                                  | Машина                                 | Пилоты                                 | Победы                                 | Поулы                                  | БК                                     | Очки                                   | ЛЗ                                     |
| -------------------------------------- | -------------------------------------- | -------------------------------------- | -------------------------------------- | -------------------------------------- | -------------------------------------- | -------------------------------------- | -------------------------------------- | -------------------------------------- |
| 1995                                   | GT1                                    | McLaren F1 GTR                         | Томас Бшер Джон Нильсен                | 2                                      | 2                                      | 3                                      | 252                                    | 1                                      |
| 1996                                   | GT1                                    | McLaren F1 GTR                         | Томас Бшер Джон Нильсен                | 2                                      | 0                                      | 0                                      | 174                                    | 3                                      |

- ЛЗ = позиция в личном зачёте, КЗ = позиция в командном зачёте, БК = количество быстрых кругов.